# Leichtathletik-Weltmeisterschaften 2015/Teilnehmer (Israel)
| Gelbes Symbol für Goldmedaillen mit stilisierten Olympischen Ringen | Graues Symbol für Silbermedaillen mit stilisierten Olympischen Ringen | Braundes Symbol für Bronzemedaillen mit stilisierten Olympischen Ringen |
| ------------------------------------------------------------------- | --------------------------------------------------------------------- | ----------------------------------------------------------------------- |
| —                                                                   | 1                                                                     | —                                                                       |

Der Leichtathletikverband Israels nominierte fünf Athleten für die Leichtathletik-Weltmeisterschaften 2015 in der chinesischen Hauptstadt Peking.

## Medaillen
Mit einer gewonnenen Silbermedaille belegte das israelische Team Rang 25 im Medaillenspiegel.

### Medaillengewinner

#### Silber
- Hanna Knjasjewa-Minenko: Dreisprung

## Ergebnisse

### Männer

#### Laufdisziplinen
| Athlet         | Disziplin | Vorlauf          | Vorlauf          | Halbfinale | Halbfinale | Finale | Finale |
| Athlet         | Disziplin | Zeit             | Platz            | Zeit       | Platz      | Zeit   | Platz  |
| -------------- | --------- | ---------------- | ---------------- | ---------- | ---------- | ------ | ------ |
| Donald Sanford | 400 m     | nicht angetreten | nicht angetreten | -          | -          | -      | -      |

#### Sprung/Wurf
| Athlet         | Disziplin  | Qualifikation | Qualifikation | Finale             | Finale             |
| Athlet         | Disziplin  | Weite/Höhe    | Platz         | Weite/Höhe         | Platz              |
| -------------- | ---------- | ------------- | ------------- | ------------------ | ------------------ |
| Dmitry Kroytor | Hochsprung | 2,22 m        | 33            | nicht qualifiziert | nicht qualifiziert |

### Frauen

#### Laufdisziplinen
| Athletin     | Disziplin | Vorlauf | Vorlauf | Halbfinale         | Halbfinale         | Finale             | Finale             |
| Athletin     | Disziplin | Zeit    | Platz   | Zeit               | Platz              | Zeit               | Platz              |
| ------------ | --------- | ------- | ------- | ------------------ | ------------------ | ------------------ | ------------------ |
| Olga Lenskiy | 200 m     | 23,63 s | 46      | nicht qualifiziert | nicht qualifiziert | nicht qualifiziert | nicht qualifiziert |

#### Sprung/Wurf
| Athletin                | Disziplin  | Qualifikation | Qualifikation | Finale             | Finale             |
| Athletin                | Disziplin  | Weite/Höhe    | Platz         | Weite              | Platz              |
| ----------------------- | ---------- | ------------- | ------------- | ------------------ | ------------------ |
| Hanna Knjasjewa-Minenko | Dreisprung | 14,27 m       | 5             | 14,78 m            | Silber             |
| Marharyta Doroschon     | Speerwurf  | 61,04 m       | 16            | nicht qualifiziert | nicht qualifiziert |